# Nuna asiilasooq
Nuna asiilasooq ist der Titel einer der beiden Nationalhymnen Grönlands. Sowohl der Text als auch die Melodie wurden von Jonathan Petersen geschaffen, der zuvor bereits die Hymne Nunarput utoqqarsuanngoravit getextet hatte.

## Geschichte
Nuna asiilasooq wurde um 1916 von Jonathan Petersen als Gedicht geschrieben. Er war in jungen Jahren von einem Dänen darauf aufmerksam gemacht worden, dass Grönländer offenbar keine Vaterlandsliebe kannten, da sie in der grönländischen Musik nicht vertreten war. Dies war der Auslöser dafür, dass Jonathan Petersen begann, patriotische Gedichte und Lieder zu schreiben, darunter Nuna asiilasooq. Er verfasste das Gedicht ursprünglich so, dass es metrisch zur dänischen Nationalhymne Der er et yndigt land passte. Um 1920 schrieb er eine neue Melodie für den Text.
Das Lied gewann im Laufe des 20. Jahrhunderts an Beliebtheit und wurde häufig politisch instrumentalisiert, indem die Schlussstrophe Kalaallimmi pigaat soraajuerlutik. („Den Grönländern gehört es und wird es immer tun.“) in Debatten zum Streit zwischen Norwegen und Dänemark um Eirik Raudes Land um 1930 und zur Frage nach den Besitzansprüchen der grönländischen Bodenschätze im Zuge der Ausarbeitung der Hjemmestyre in den 1970er Jahren zitiert wurde.
Das Lied ist als Nr. 420 (dänisch) und 421 (grönländisch) im Højskolesangbogen, dem offiziellen dänischen Gesangsbuch, festgehalten. Erst 1985 wurde das Lied von Mads Lidegaard ins Dänische übersetzt und gewann dadurch auch in Dänemark an Bekanntheit.
Grönland hat niemals durch einen gesetzlichen Beschluss offiziell eine Nationalhymne bekommen. Üblicherweise wird Nunarput utoqqarsuanngoravit als Nationalhymne angesehen. Vor allem seit Einführung der Hjemmestyre 1979 hat sich wegen deren kolonialen Klangs Jonathan Petersens Nuna asiilasooq als alternative Nationalhymne durchgesetzt. Im Inatsisartut wurde 1979, 1990, 1992, 1994, 2000, 2002, 2003 und 2017 debattiert, ob Grönland zwei Nationalhymnen haben sollte oder ob eine der beiden Nationalhymnen abgeschafft werden sollte.

## Text
| Grönländischer Originaltext | Übersetzung | Dänische Version | Übersetzung |
| --- | --- | --- | --- |
| Nuna asiilasooq Kalaallit nunagaarput /: tamarmi qaqqartooq.:/: Kangerluppassuit sinaa nunassaqqissisippaat, tamaat sineriaa qeqertat saangerpaat. Nuannersoqaqaaq angallavigigaanni /: tamaat sineriak. :/: Avannamut kujammullu inunnik naapitsiffik nunaqarfinnillu uninngavissalik. Qaqqaasa saavini kangerluillu paani /: unipput inuii. :/: Imartik pissaqarfigaat atorluakkaminnik. Kalaallimmi pigaat soraajuerlutik. | Ein weites Land haben wir Grönländer als Land, /: das gänzlich voller Berge ist. :/: Die vielen Fjorde lassen dessen Rand als Land gut geeignet werden, vor dessen ganzer Küste liegen Inseln. Es ist etwas sehr schönes, dass sie als Jagdplatz haben /: die ganze Küste. :/: Nach Norden und nach Süden ein Ort, an dem man Menschen trifft, und mit Wohnplätzen einer, an dem man rasten wird. An den Füßen seiner Berge und Mündungen der Fjorde /: haben sich seine Bewohner niedergelassen. :/: Ihr Meer hat, was für sie bestimmt ist, das sie so gut gebrauchen. Den Grönländern gehört es und wird es immer tun. | Et vældigt klippeland fik Grønlands folk i eje /: med fjeld fra strand til strand. :/: Og ved de dybe fjordes vand var godt at bo og bygge og øers perlerække bandt et bånd langs kystens rand. Det er en lykke og en lyst for dem der er på rejse /: langs landets lange kyst, :/: at strejfe om fra syd til nord og møde nye venner hvor gæstfrihed og glæde stor i lave hytter bor. I høje fjeldes ly hvor fjorden møder havet /: de bygged bygd og by. :/: De levede med kunst og flid af havets rige vande. Fra nu og indtil evig tid er det kalaallits land. | Ein gewaltiges Klippenland erhielt Grönlands Volk zum Besitz /: mit Berg von Strand zu Strand. :/: Und am Wasser der tiefen Fjorde ließ es sich gut wohnen und bauen und die Perlenreihe der Inseln band ein Band entlang der Küste Rand. Es ist ein Glück und eine Lust für die, die auf Reisen sind /: entlang der langen Küste des Landes, :/: von Süd nach Nord herumzustreifen und neue Freunde zu treffen, wo Gastfreundlichkeit und große Freude in flachen Hütten wohnen. Im Schutz der hohen Berge, wo der Fjord das Meer trifft /: bauten sie Dorf und Stadt. :/: Sie lebten mit Kunst und Fleiß von des Meeres reichen Wassern Von jetzt und bis in alle Zeit ist dies das Land der Grönländer. |